# اولفا
اولفا (انگلیسی: Olfa) شرکت تولید ابزار ژاپنی است، که در سال ۱۹۵۶ تأسیس شد.